# 북경지하성

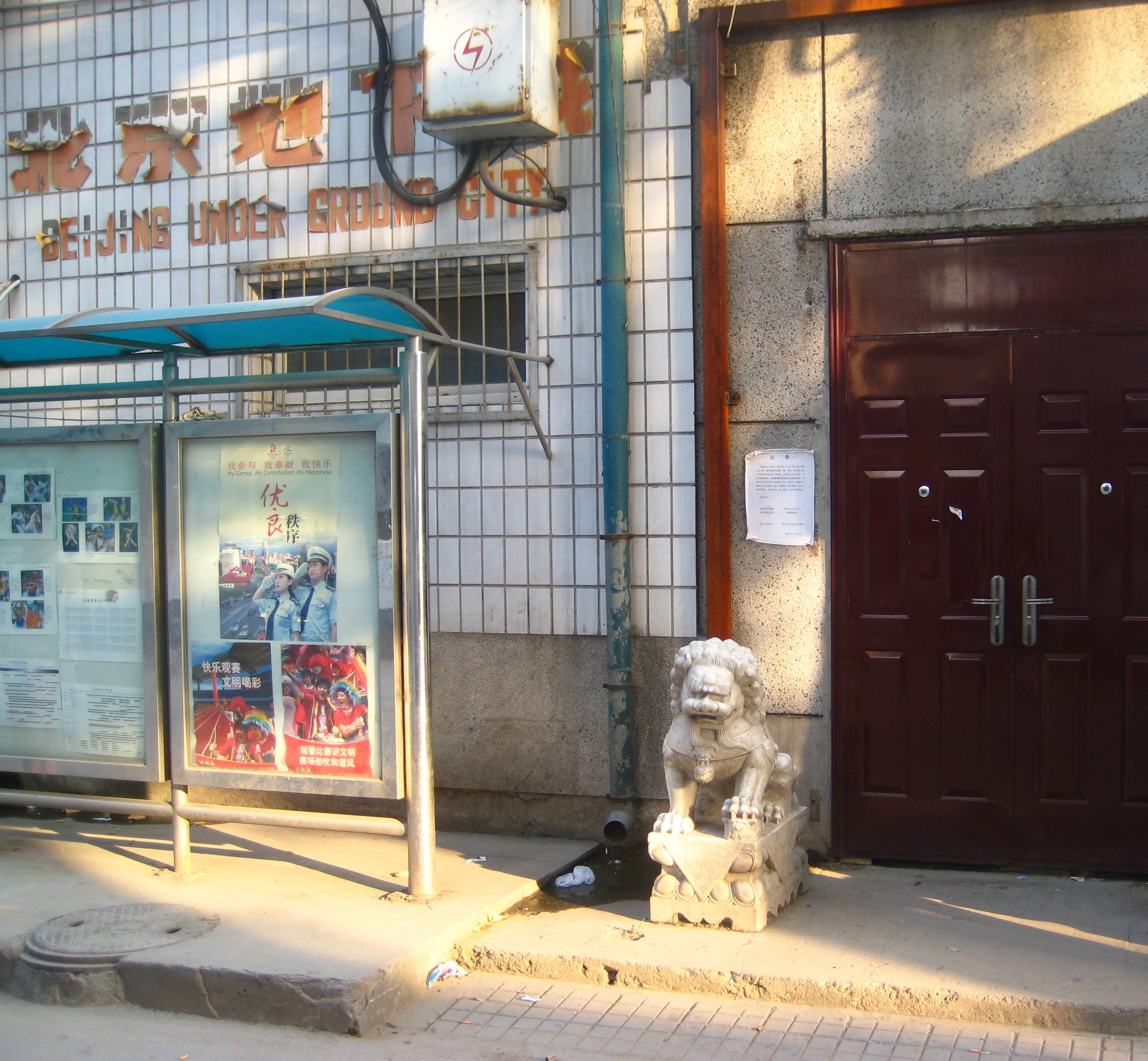
입구

북경지하성(北京地下城)은 중국 베이징의 천안문 광장 지하에 존재하는 거대한 보호소이다. 1969년의 중소 관계가 악화된 때부터 10년의 세월을 걸쳐 공사했으며, 30만명을 수용 가능한 건물로 완성되었다. 현재는 일부가 공개되어 있으며 도시의 관광 명소가 되고 있다.

## 같이 보기
- 메트로-2
- 지하상가